# Chérubin

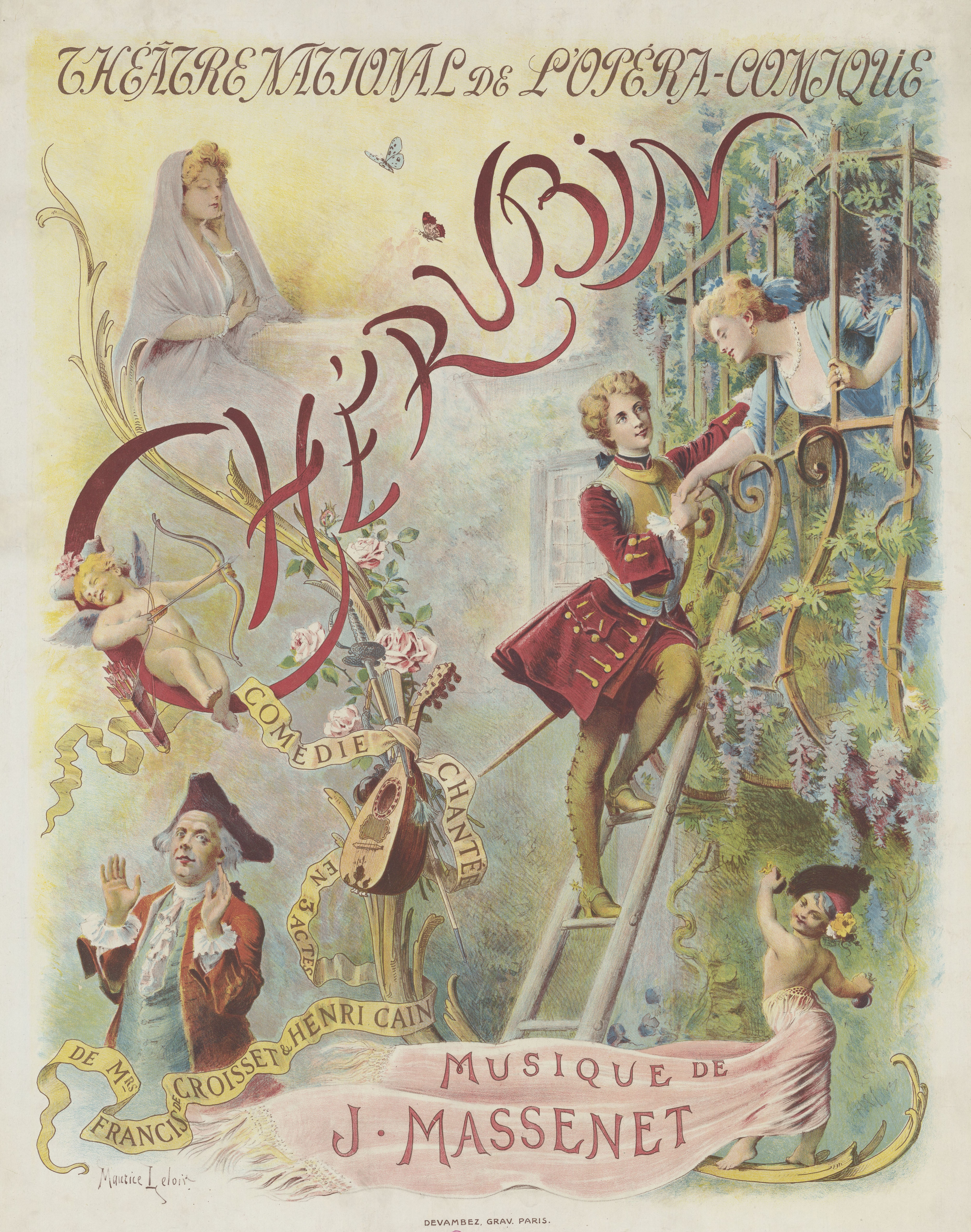
Affisch

Chérubin är en fransk opera (comédie chantée) i tre akter med musik av Jules Massenet och libretto av Henri Cain och Francis de Croisset efter de Croissets pjäs med samma namn.

## Historia
Liksom Le Portrait de Manon hade skildrat karaktären Des Grieux i ett senare stadium i livet, följde Chérubin karaktären Cherubin från Mozarts Figaros bröllop (eller snarare från Pierre de Beaumarchais pjäs Figaros bröllop) fram till hans 17-årsdag. Massenet använde sig av tidstypisk 1700-talsmusik i en del scener. Operan hade premiär den 14 februari 1905 på Opéra de Monte-Carlo med Mary Garden i titelrollen.

## Personer
- Chérubin (sopran)
- Le Philosophe (bas)
- L'Ensoleillad (sopran)
- Nina (sopran)
- Le Comte (baryton)
- La Comtesse (sopran)
- Le Baron (baryton)
- La Baronne (mezzosopran)
- Le Duc (tenor)
- Captain Ricardo (tenor)
- L'hotelier (baryton)
- Officier (bas)

## Handling
Chérubin har avancerat till officer men är fortfarande hopplöst betagen av kvinnlig fägring. Han uppvaktar både grevinnan och baronessan innan han till slut förälskar sig i grevinnans husa Nina.